# Tharman Shanmugaratnam
Tharman Shanmugaratnam (* 25. února 1957) je singapurský politik a ekonom, od roku 2023 devátý prezident Singapuru.

## Politika
Před nástupem do prezidentského úřadu zastával v letech 2019 až 2023 funkci vyššího singapurského ministra, v letech 2011 až 2023 předsedy singapurského měnového úřadu a v letech 2011 až 2019 místopředsedy vlády. V letech 2011 až 2015 působil také jako koordinující ministr pro hospodářskou a sociální politiku, v letech 2007 až 2015 jako ministr financí, v letech 2003 až 2008 jako ministr školství a v letech 2011 až 2012 jako ministr pro pracovní sílu.
Vedl několik mezinárodních rad zaměřených zejména na globální finanční reformy, připravenost na budoucí pandemie, vzdělávání a globální udržitelnost vodního hospodářství.
Bývalý člen vládní Lidové akční strany (PAP) byl v letech 2001 až 2023 poslancem parlamentu (MP) zastupujícím obvod Jurong GRC. V politických volbách debutoval v roce 2001 a následně byl čtyřikrát znovu zvolen do parlamentu.

### Prezidenství
Dne 8. června 2023 oznámil svůj záměr kandidovat v prezidentských volbách v roce 2023. V červenci 2023 rezignoval na všechny své funkce ve vládě, protože prezidentský úřad je nestranický.
Dne 2. září 2023 byl vyhlášen vítězem voleb, když získal 70,41 % hlasů. Byl zvolen devátým singapurským prezidentem. Stal se prvním prezidentským kandidátem nečínského původu, který zvítězil prezidentských volbách v Singapuru.